# Snow Shoe
Snow Shoe és una població dels Estats Units a l'estat de Pennsilvània. Segons el cens del 2000 tenia 771 habitants.

## Demografia
Segons el cens del 2000, Snow Shoe tenia 771 habitants, 286 habitatges, i 217 famílies. La densitat de població era de 504,6 habitants/km².
Dels 286 habitatges en un 33,2% hi vivien nens de menys de 18 anys, en un 66,4% hi vivien parelles casades, en un 6,6% dones solteres, i en un 23,8% no eren unitats familiars. En el 21% dels habitatges hi vivien persones soles el 10,8% de les quals corresponia a persones de 65 anys o més que vivien soles. El nombre mitjà de persones vivint en cada habitatge era de 2,7 i el nombre mitjà de persones que vivien en cada família era de 3,13.
Per edats la població es repartia de la següent manera: un 24,9% tenia menys de 18 anys, un 6,4% entre 18 i 24, un 27,4% entre 25 i 44, un 27,6% de 45 a 60 i un 13,7% 65 anys o més.
L'edat mediana era de 38 anys. Per cada 100 dones de 18 o més anys hi havia 100,3 homes.
La renda mediana per habitatge era de 40.398$ i la renda mediana per família de 42.222$. Els homes tenien una renda mediana de 29.886$ mentre que les dones 21.979$. La renda per capita de la població era de 16.497$. Entorn del 3,5% de les famílies i el 4% de la població estaven per davall del llindar de pobresa.

## Poblacions més properes
El següent diagrama mostra les poblacions més properes.